# فارماکولوژی پزشکی
فارماکولوژی پزشکی کتابی از ناصر گیتی است که در سال ۱۳۴۵ منتشر و برندهٔ جایزه کتاب سال سلطنتی شد.